# Freizeit-Land Geiselwind
Freizeit-Land Geiselwind est un parc d'attractions situé à Geiselwind en Bavière, à 3 kilomètres entre Nuremberg et Wurtzbourg. Le parc comporte également un parc animalier et un petit musée de la vie agricole.

## Histoire
Ernst Mensinger ouvre le parc le 29 juin 1969, il est alors composé uniquement du parc animalier qui présente à l'époque quelques espèces d'oiseaux exotiques. Le parc se développe dans les années 1970 et ouvre son premier spectacle sous une tente de cirque au début des années 1980. Les premières attractions ouvrent également à cette époque. Ernst Mensinger est décoré de l'ordre du Mérite de la République fédérale d'Allemagne le 11 juin 1999 pour l'ensemble de son œuvre.
En décembre 2016, la famille Mensinger a vendu le parc au forain Matthias Mölter, qui en est devenu le nouveau propriétaire le 1er janvier 2017,,.

## Les attractions

### Les montagnes russes
| Nom de l'attraction | Type                          | Constructeur   | Année d'ouverture |
| ------------------- | ----------------------------- | -------------- | ----------------- |
| Blauer Enzian       | Montagnes russes E-Powered    | Mack Rides     | 1989              |
| Boomerang           | Boomerang                     | Vekoma         | 2000              |
| Cobra               | Montagnes russes assises      | Interpark      | 2018              |
| Doggy Dog           | Montagnes russes junior       | SBF Visa Group | 2017              |
| Drachen Höhle       | Montagnes russes assises      | Zierer         | 2019              |
| Piraten Spinner     | Montagnes russes tournoyantes | Zierer         | 1994              |

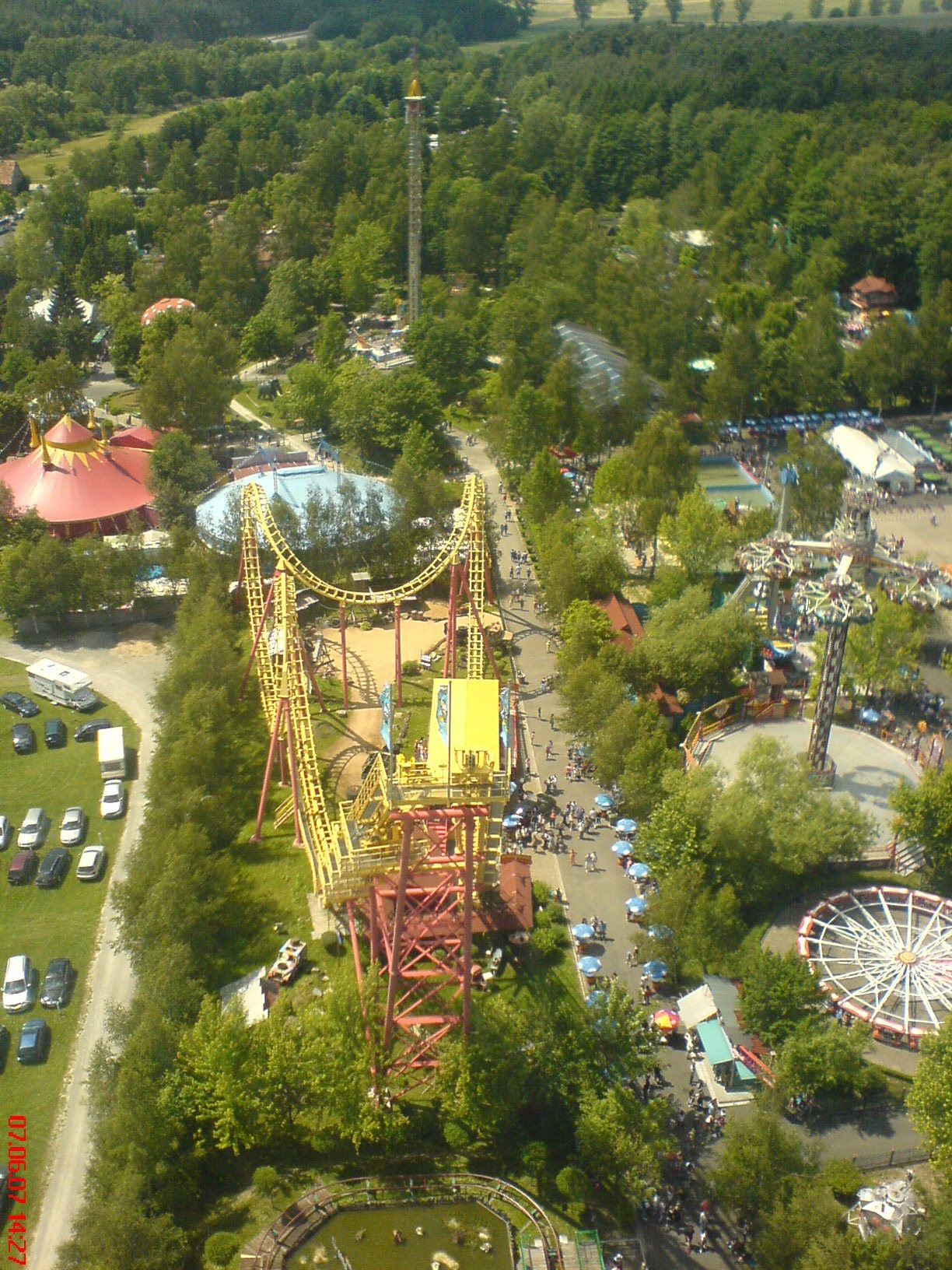
Boomerang
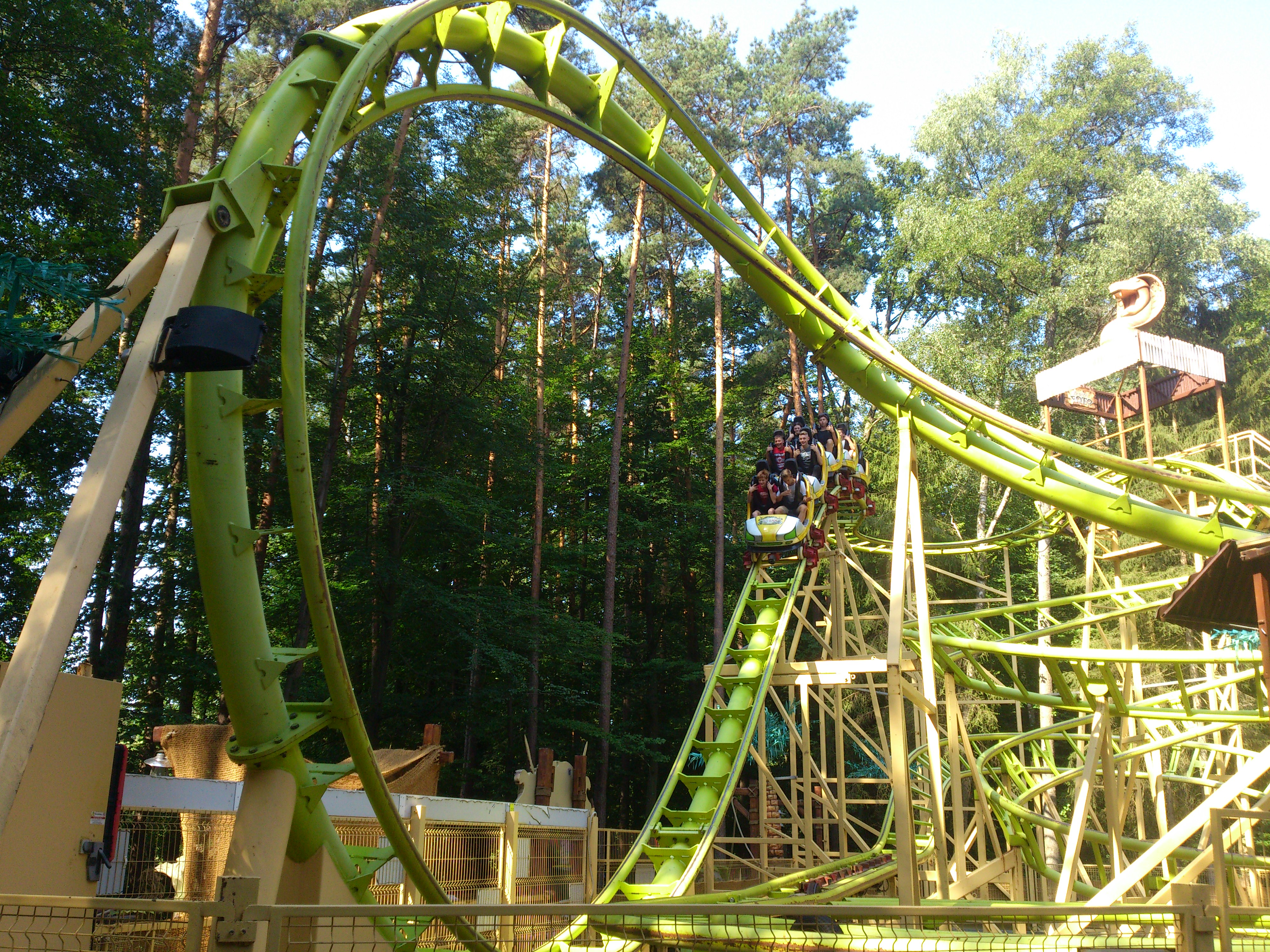
Cobra
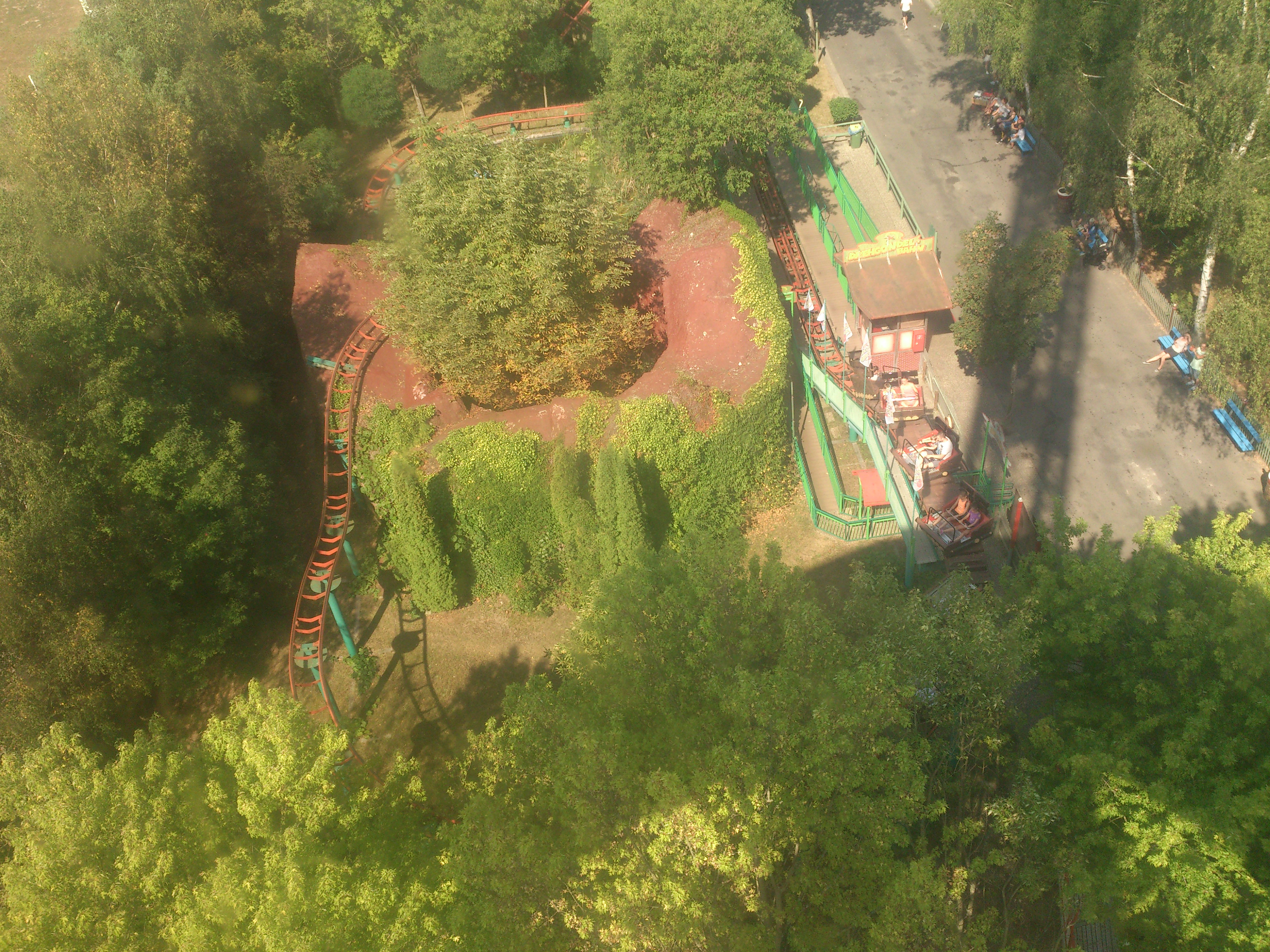
Piraten Spinner

### Les attractions aquatiques
- Elektro-Boote – bateaux-tamponneurs (1981)
- Kroko-Wasser-Rodeo – manège de Jet Skis de Zierer (2007)
- Nautic Jets – Six Nautic Jets de Heege (1985)
- Schwanbootfahrt – pédalos en forme de cygnes (1970)
- Wildwasserbahn – bûches de Reverchon (1997)

### Les attractions à sensations
- Enterprise – Enterprise de Huss Park Attractions (1992)
- Ikarus – Condor de Huss Park Attractions (1994)
- Shuttle – Ranger de Huss Park Attractions (1992)
- T-Rex Tower – Shot'n Drop de Huss Park Attractions (2003)

### Autres attractions

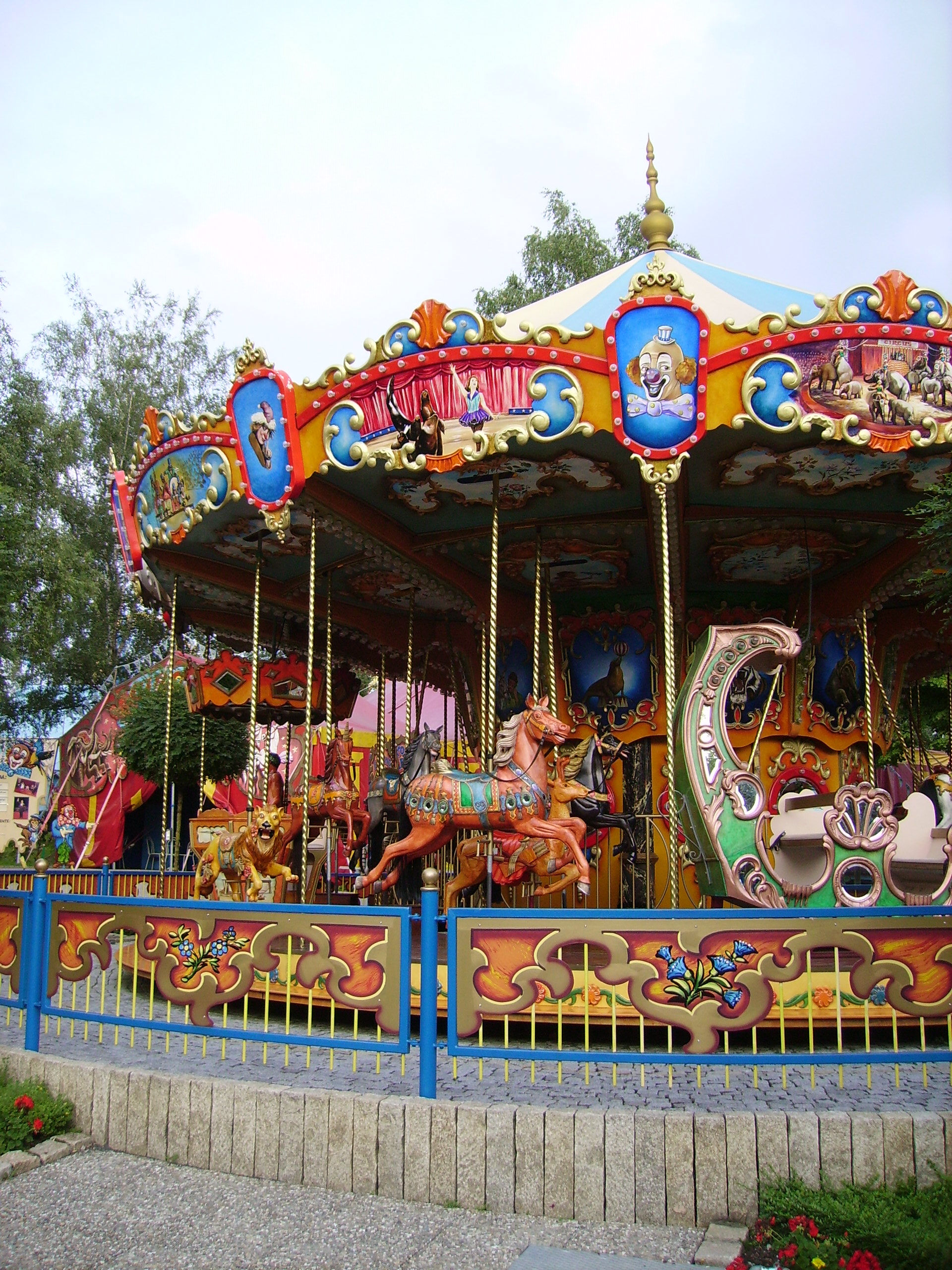
Carrousel du parc.

- 4D Motion Kino – cinéma 4-D de Entertainment Ressource (2009)
- Bayerische Bärenband – vingt minutes de spectacle d'ours animatroniques musiciens du constructeur Christian Hofmann
- Bayerische Flossfahrt – Music Express de Zierer (1991)
- Breakdance – Breakdance de Huss Park Attractions (1994)
- Drachen Express – train panoramique parmi les dinosaures
- Elfenschloss – walkthrough de Christian Hofmann sur le thème des fées et lutins
- Familien-Riesenrad – grande roue de Zierer (2009)
- Frãnkische Weinfahrt – tasses de Mack Rides (1989)
- Jumping Star – tour de chute junior de Zamperla (2003)
- Juniors Ballonfahrt – samba Ballon de Zamperla (1999)
- Kontiki – Kontiki de Zierer (2010)
- Nostalgie-Karussell – carrousel (2001)
- Red Baron – manège d'avions de Zamperla (2000)
- Riesen Rutsche – toboggan de Metallbau Emmeln (1984)
- Top of the World – tour d'observation de 95 mètres de Nauta-Bussink (1999)
- T-Rex World – walkthrough de Christian Hofmann sur le thème des dinosaures
- Vogelhochzeit – spectacle d'oiseaux animatroniques chanteurs sur le thème de la chanson populaire Die Vogelhochzeit (de)
- Wellenflieger – chaises volantes de Zierer (1992)
- Wikingerschiff – bateau à bascule de Zierer (1989)
- Zwergerl-Express – train junior (1970)

## Le parc zoologique
Deux-cents espèces animales et végétales sont hébergées au sein de Freizeit-Land Geiselwind. Il s'agit de macaques berbères, chèvres, ânes, poneys, paons, perruches, émeus, poules, dindes, flamants roses, cigognes, vautours, marabouts, hiboux, chouettes, cygnes, canards, etc. Depuis 1994, les oisillons naissent dans la nursery. Le parc lutte activement pour la protection de la biodiversité locale et plus particulièrement de la chouette de Minerve. Depuis 2006, ils réussissent sa reproduction.

## Les anciennes montagnes russes
| Nom de l'attraction | Type                      | Constructeur | Années      |
| ------------------- | ------------------------- | ------------ | ----------- |
| Marienkäferbahn     | Montagnes russes en métal | Zierer       | 1989 à 2008 |
| Black Hole (forain) | Montagnes russes en métal | Zierer       | en 2014     |
| Wilde Maus (forain) | Wild Mouse                | Mack Rides   | en 2011     |
| Wilde Maus (forain) | Wild Mouse                | Maurer Rides | en 2012     |

## Galerie

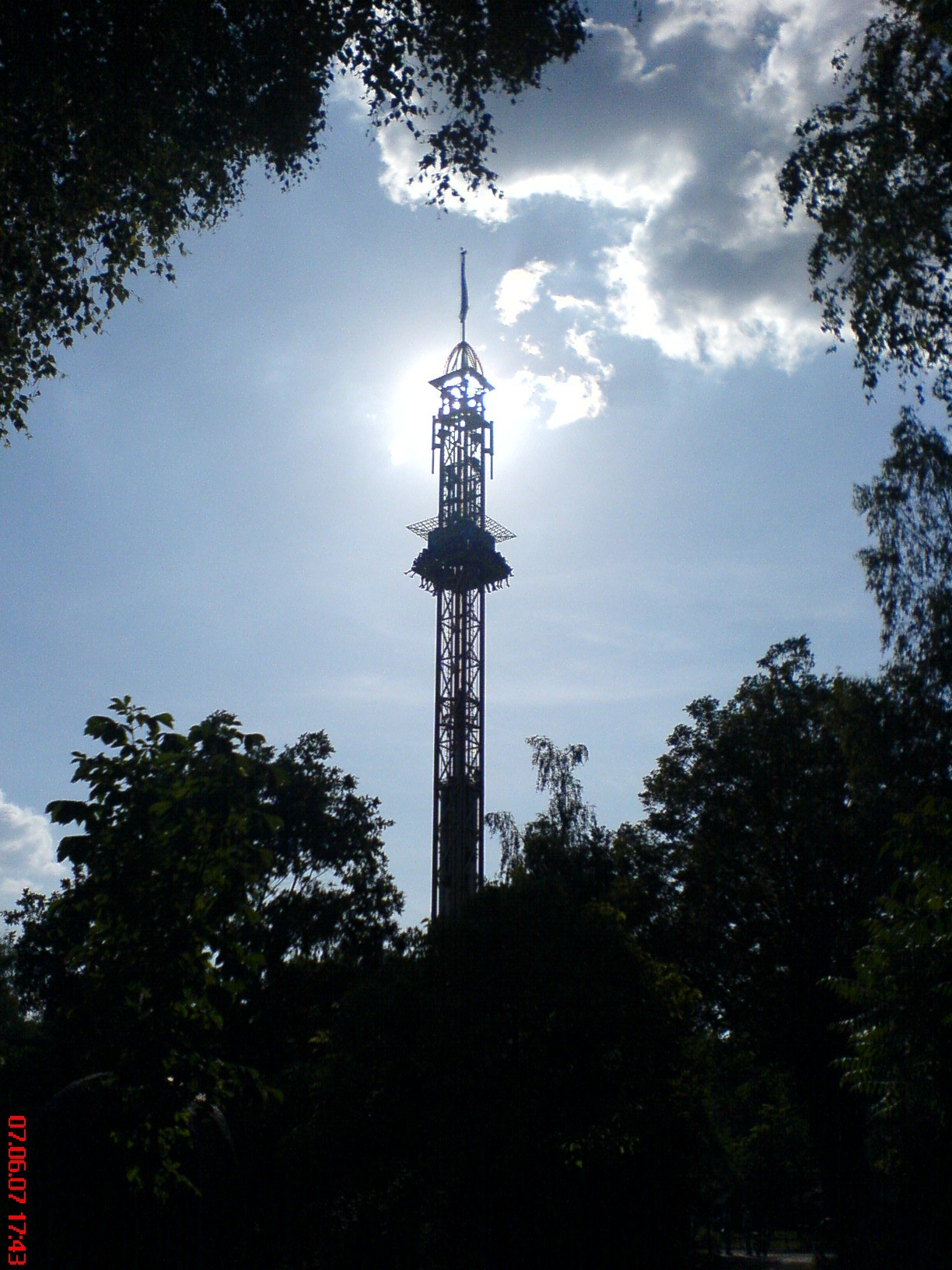
T-Rex Tower.
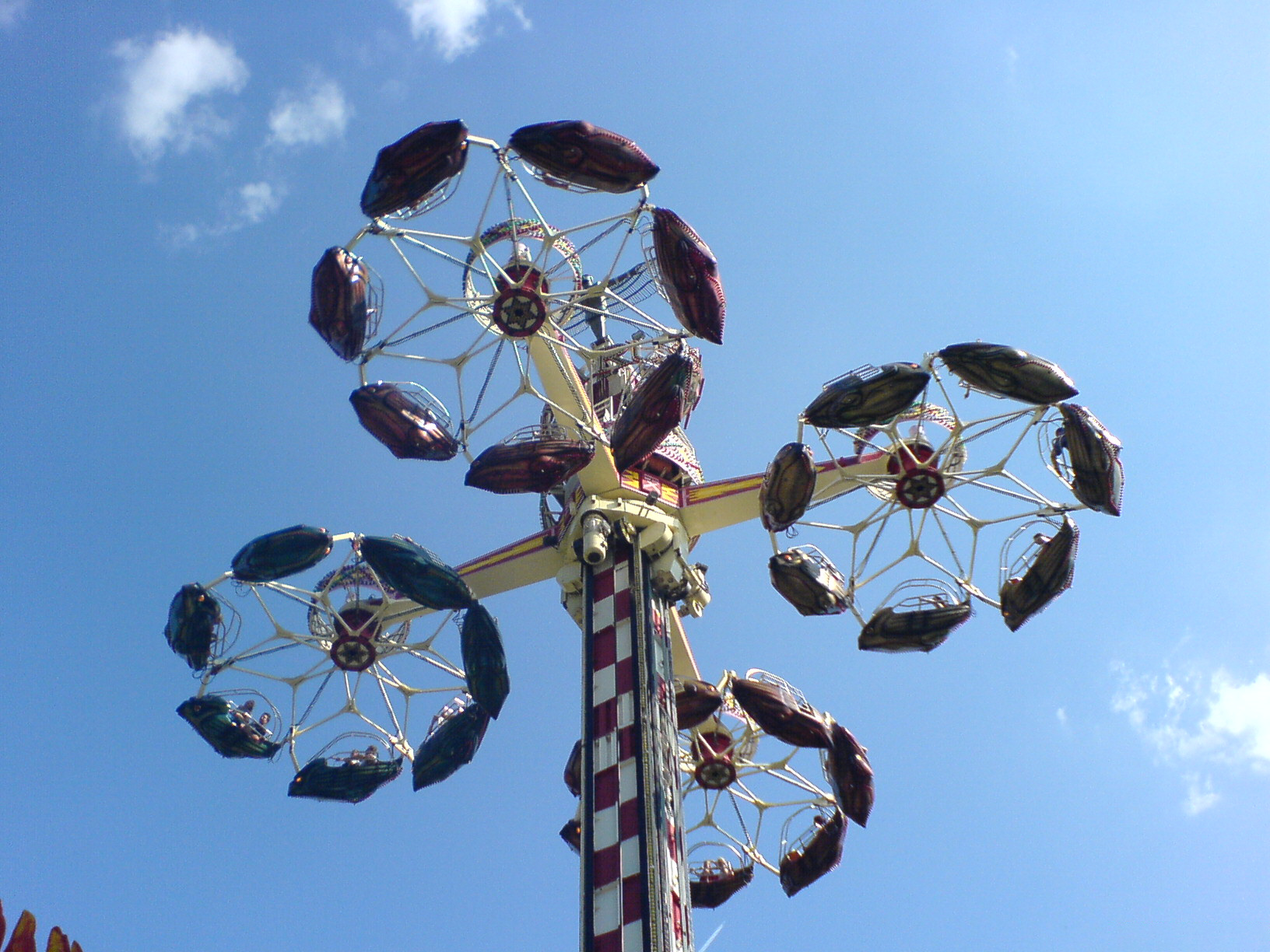
Ikarus.
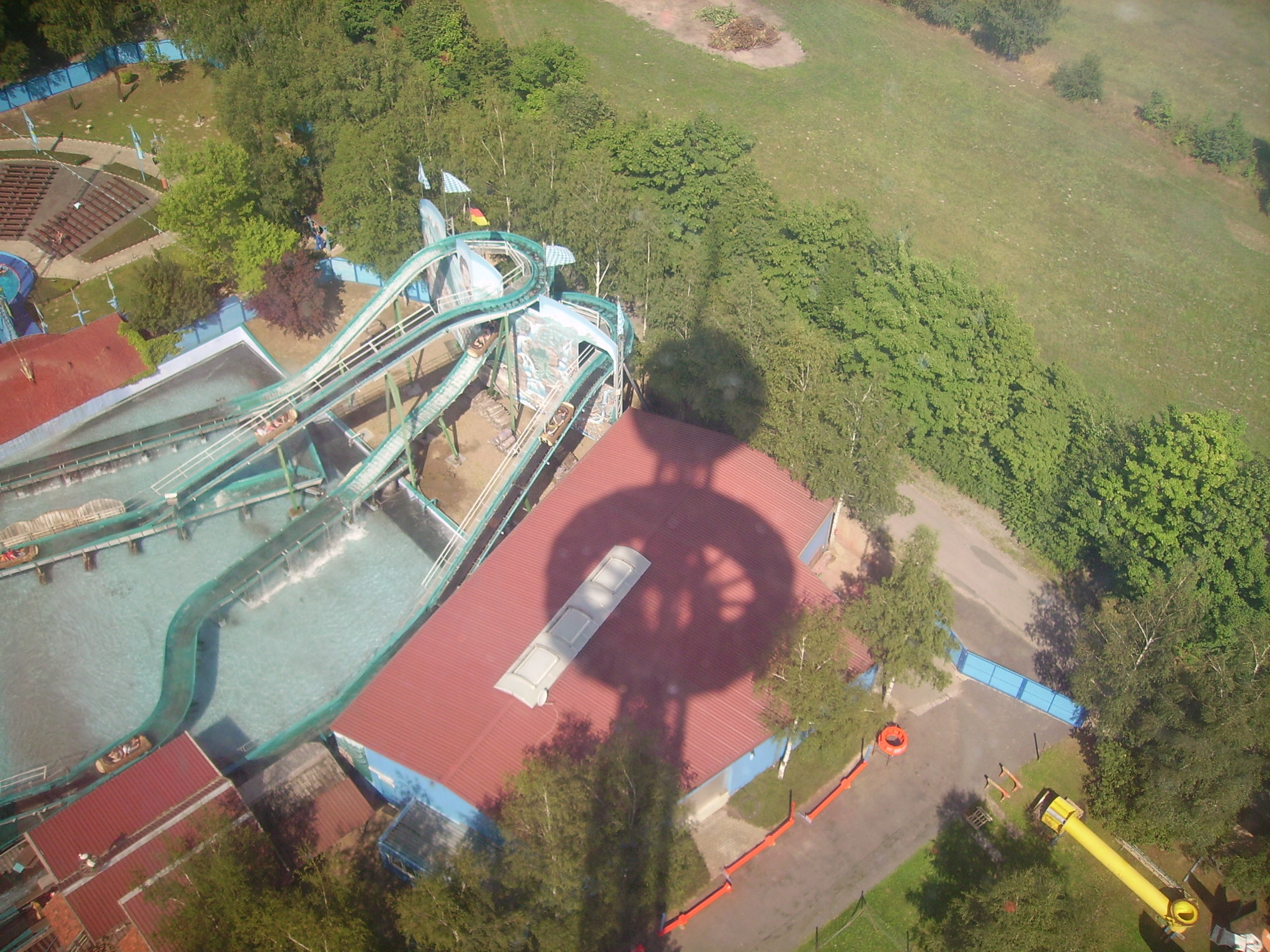
Wildwasserbahn et l'ombre de Top of the World.
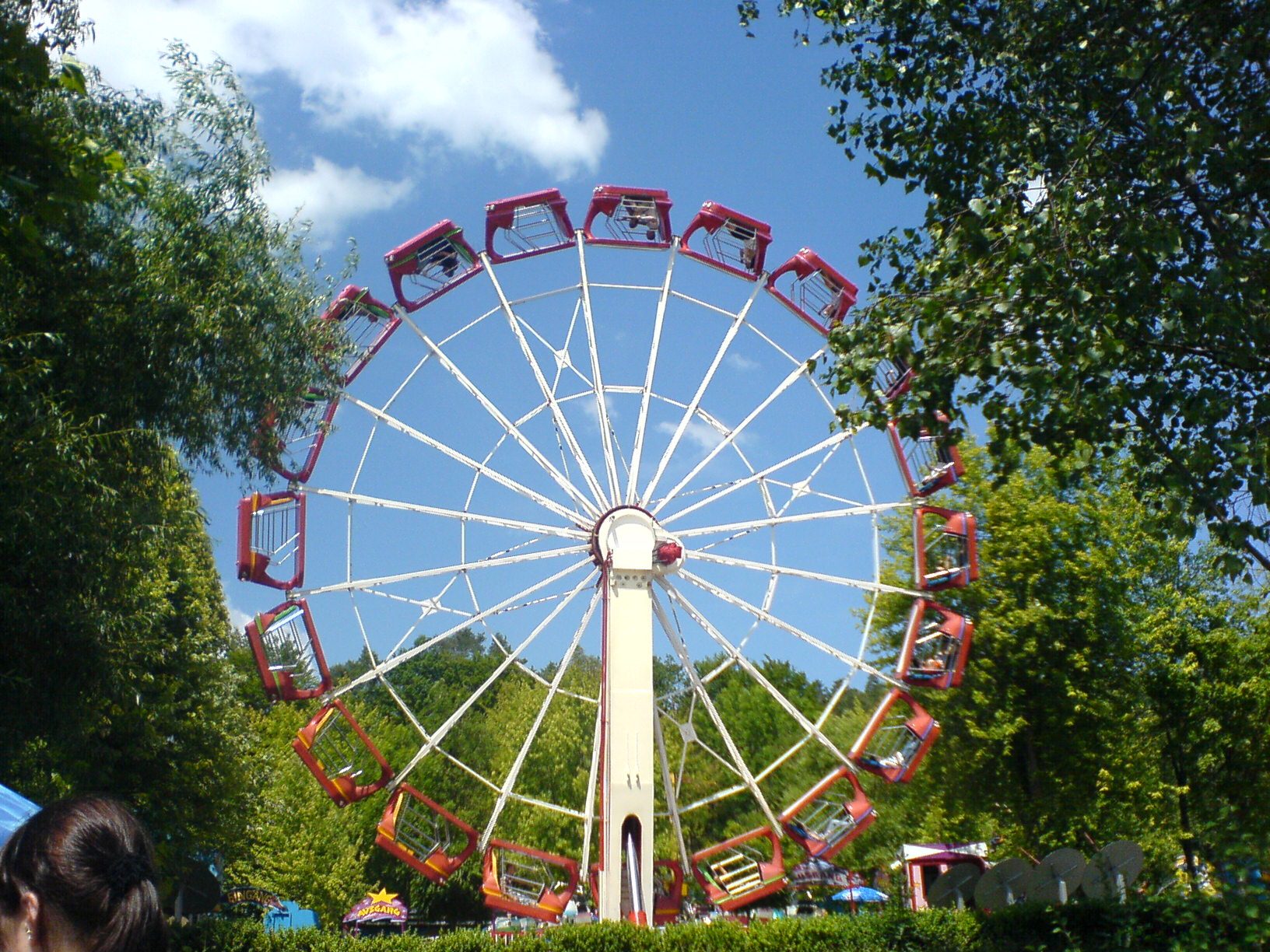
Enterprise.